# Facebook-Cambridge Analytica adatbotrány
A Facebook-Cambridge Analytica adatbotrány esemény során a 2010-es években több millió Facebook-felhasználó személyes adatait gyűjtötte össze beleegyezésük nélkül a Cambridge Analytica brit tanácsadó cég, elsősorban azért, hogy politikai reklámozásra használják fel azokat.
Az adatokat egy „This Is Your Digital Life” nevű alkalmazással gyűjtötték, amelyet Aleksandr Kogan adatkutató és cége, a Global Science Research fejlesztett ki 2013-ban. Az alkalmazás egy kérdéssorozatból állt, amelynek célja a felhasználók pszichológiai profiljának kialakítása volt, és a Facebook Open Graph platformján keresztül összegyűjtötte a felhasználók Facebook-ismerőseinek személyes adatait. Az alkalmazás akár 87 millió Facebook-profil adatait is begyűjtötte. A Cambridge Analytica az adatokat arra használta fel, hogy elemzési segítséget nyújtson Ted Cruz és Donald Trump 2016-os elnökválasztási kampányának. A Cambridge Analyticát széles körben vádolták azzal is, hogy beavatkozott a Brexit-népszavazásba, bár a hivatalos vizsgálat elismerte, hogy a vállalat „néhány kezdeti megkeresésen túl” nem vett részt, és hogy „nem történt jelentős jogsértés”.
Az adatokkal való visszaéléssel kapcsolatos információkat 2018-ban hozta nyilvánosságra Christopher Wylie, a Cambridge Analytica volt alkalmazottja a The Guardian és a The New York Times című lapoknak adott interjúiban. 2018-ban a Facebook bocsánatot kért az adatgyűjtésben játszott szerepéért, és vezérigazgatója, Mark Zuckerberg tanúvallomást tett a kongresszus előtt. 2019 júliusában bejelentették, hogy a Facebookot 5 milliárd dolláros bírsággal sújtja a Szövetségi Kereskedelmi Bizottság az adatvédelem megsértése miatt. 2019 októberében a Facebook beleegyezett, hogy 500 000 font bírságot fizet az Egyesült Királyság Információs Biztosának Hivatalának, amiért „súlyos kárveszélynek” tette ki a felhasználók adatait. 2018 májusában a Cambridge Analytica csődeljárást jelentett be a 7. fejezet szerint.
Más reklámügynökségek már évek óta alkalmazzák a pszichológiai célzás különböző formáit, és a Facebook 2012-ben szabadalmaztatott egy hasonló technológiát. Mindazonáltal a Cambridge Analytica módszerei és nagy nyilvánosságot kapott ügyfelei - köztük Trump elnökválasztási kampánya és az Egyesült Királyság Leave.EU kampánya - a pszichológiai célzás problémáit, amelyektől a tudósok már korábban is óvtak, a közvélemény figyelmébe ajánlották. A botrány fokozott közérdeklődést váltott ki a magánélet és a közösségi média politikára gyakorolt hatása iránt. A #DeleteFacebook online mozgalom trendi lett a Twitteren.

## Megjegyzés
1. ↑  Bár a felhasználók az OAuth2 segítségével beleegyezésüket adták az alkalmazáshoz, ez nem volt tájékozott beleegyezés a politikai reklámozásra való felhasználás tekintetében.